# Rick Genest
Rick Stephan Genest (Châteauguay, Quebec, 7 de agosto de 1985-Montreal, Quebec, 2 de agosto de 2018) fue un actor y modelo canadiense conocido por tener tatuada la mayor parte de su cuerpo con detalles anatómicos, simulando un esqueleto con diversas vísceras, lo que le valió el apodo de Zombie Boy.

## Biografía
Genest creció en LaSalle, un suburbio de Montreal. De niño, Rick desarrolló un tumor cerebral que fue extirpado cuando tenía quince años. De acuerdo a su madre, él esperó hasta los dieciséis para tatuarse por primera vez por respeto a su padre. Se fue de la casa a los diecisiete años, después de graduarse de la secundaria. A los veintiuno acudió por primera vez al tatuador montrealense Frank Lewis, quien fue el responsable de dibujar la mayor parte de su cuerpo desde entonces.

## Carrera

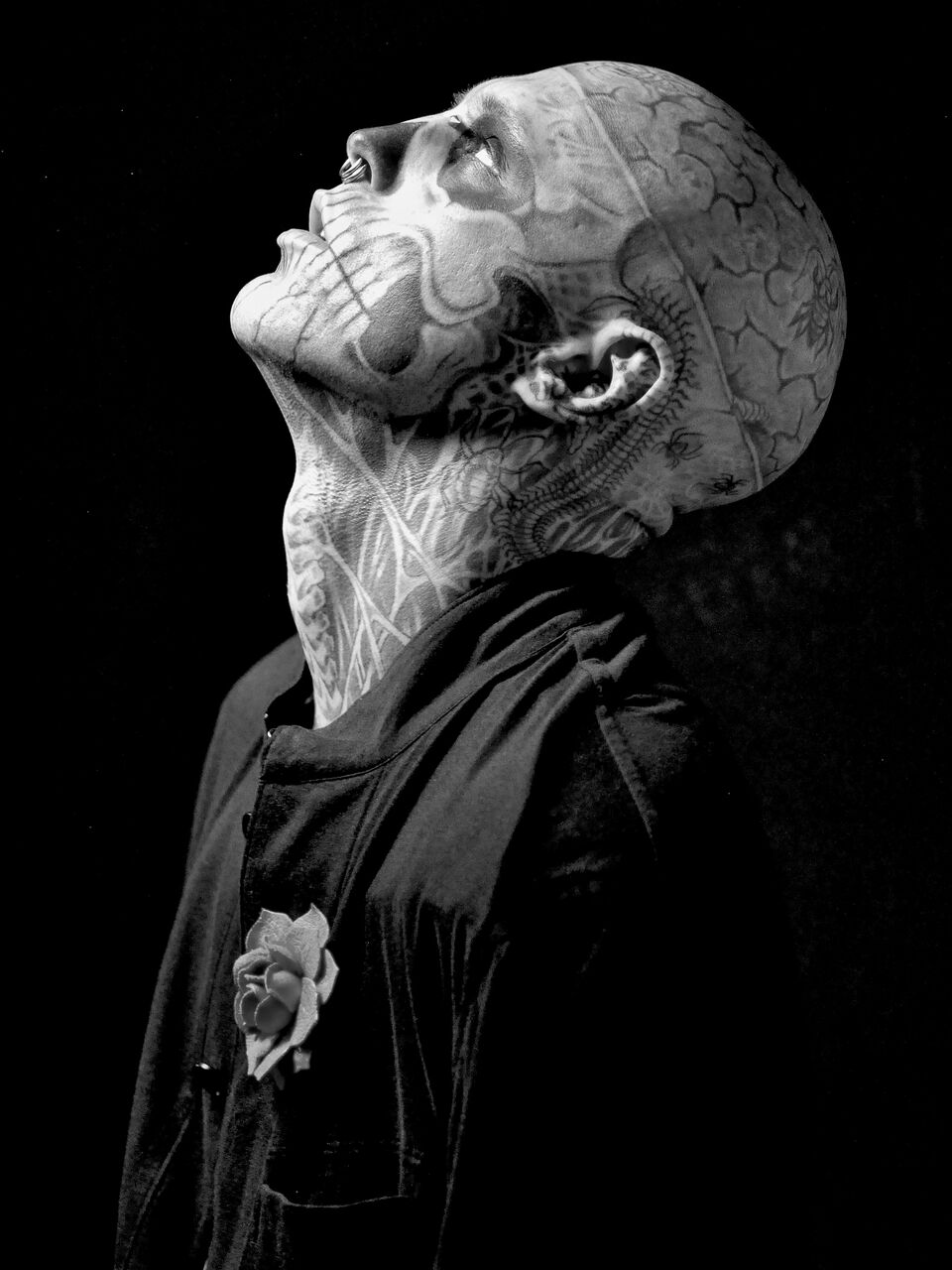
Rick Genest, más conocido como "Zombie Boy".

En 2009, Genest tuvo un rol terciario como fenómeno de circo en la película Cirque du freak: The vampire's assistant. El 5 de marzo de 2010, una página de admiradores fue creada en Facebook para mostrar la inusual elección de tatuajes de Genest. El 19 de noviembre de 2011, esta página registraba 1 526 292 seguidores y sirvió para que Nicola Formichetti, director de moda de la cantante Lady Gaga, lo descubriera.
El 19 de enero de 2011, Rick fue contratado como modelo de la colección otoño-invierno del diseñador Thierry Mugler, para quien Formichetti también trabaja como director creativo. A petición de Gaga, Genest terminó desfilando la línea de ropa masculina, algo que no estaba en los planes originales. Su descubrimiento también influyó en la colección de Formichetti. El desfile estuvo acompañado por un video que mostraba a Genest siendo fotografiado por Mariano Vivanco. Posteriormente, Genest fue incluido junto a Lady Gaga en el desfile de la colección otoño-invierno para mujeres. El 27 de febrero de 2011, Genest participó en el video de la canción «Born this way», de Lady Gaga, quien fue maquillada replicando los tatuajes de él.
Genest fue vestido por Formichetti con prendas de Mugler para la sesión fotográfica de Mariano Vivanco que se publicó en el sexto número de la revista Vogue Hommes Japan en un editorial titulado «Hard to be passive» ('Es difícil ser pasivo'). En la edición primavera-verano de la revista británica GQ Style, Genest y Formichetti fueron entrevistados, siendo el primero retratado por Karim Sadli luciendo diseños de Mugler en el editorial de moda.
A fines de 2011, Genest fue parte de la campaña «Go beyond the cover» ('Ve más allá de la cubierta') de la marca de cosméticos Dermablend, apareciendo en un video donde un equipo de maquilladores cubrieron todos sus tatuajes con un producto creado para ocultar imperfecciones de la piel. Después se le ve sentado con la frase «How do you judge a book?» ('¿Cómo juzgas un libro?'), al tiempo que comienza a retirar parte del maquillaje en su pecho y rostro. Finalmente, el video muestra el proceso de aplicación del producto en reversa.
En marzo de 2012 es portada de la revista española Neo2.
Para la edición 2012 de la Convención Internacional de Cómics de San Diego, la compañía Tonner Doll produjo figuras de acción llamadas «Zombie Boy», inspiradas por Genest, quien fue invitado por Tonner Doll al evento. Cada muñeco incluía un certificado de autenticidad firmado por Genest como «Rico the Zombie». La edición limitada de quinientas unidades fue vendida hasta el 27 de julio de 2012. En 2013 participó en la película de acción 47 Ronin interpretando a Foreman.
Rick Genest posee dos récords Guinness, uno por la mayor cantidad de insectos tatuados (176) y otro por la mayor cantidad de huesos humanos tatuados (139).

## Muerte
El 1 de agosto de 2018 cerca de su víspera de cumpleaños número 33º, Genest fue encontrado muerto después de caer desde el balcón de su apartamento en Le Plateau-Mont Royal. La policía le dijo a la CBC/Radio-Canada que se trataba de un suicidio, sin embargo, la familia de Genest asegura que sufrió una caída accidental.